# 浅野重晟
浅野 重晟（あさの しげあきら）は、江戸時代中期から後期の大名。安芸国広島藩の第7代藩主。浅野家22代当主。第6代藩主・浅野宗恒の長男。将軍・徳川家重からの偏諱（「重」の字）と、初代・長晟・2代・光晟・3代・綱晟の3名が用いた通字の「晟」により、重晟と名乗る。

## 生涯
宝暦7年（1757年）2月15日、将軍・徳川家重に拝謁する。宝暦8年（1758年）11月28日、元服し将軍・家重から偏諱を授かる。従四位下・上総介に任官する。宝暦13年（1763年）2月21日、家督を相続する。同年3月1日、通称を安芸守に改める。同年4月15日、お国入りの許可を得る。明和元年12月18日（1765年）、侍従に任官する。寛政2年（1790年）11月27日、左少将に任官する。寛政11年（1799年）8月21日に隠居して次男の斉賢に家督を譲り、通称を備後守に改めた。

## 事績
- 藩財政を建て直すとともに、社倉法による救荒策や絹・油などの国産振興策をすすめた。
- 学問に力を入れており[2]、経費削減のため休止していた藩校を再興するため、「学問所」を開設し、頼春水らを教授として登用した。また自らも毎月3回ここで論語などを講じた[3]。この学問所は明治期に「修道館」となり、現在も修道中学校・修道高等学校として続いている[4]。
- 京都から庭師を招聘し、庭園「泉水屋敷」（現在の縮景園）の大規模な改修を行った。この改修により庭園はほぼ現状に近いものとなった。
- 水主町に新たに中屋敷（水主町屋敷）を造営し、藩政の拠点とした。

## 系譜
- 父：浅野宗恒（1717-1788）
- 母：和泉
- 正室：邦姫（元文5年1月6日（1736年2月17日） - 明和4年閏9月13日（1767年11月5日）） - 福子、徳川宗勝の五女。明和2年（1765年）1月入輿。岩松（早世）出産後、体調を崩し江戸にて死去。法名は智岳院殿通誉善法雲大姉。
  - 男子：岩松 - 早世
- 継室：陽姫（宝暦元年10月8日（1751年11月25日） - 安永2年10月18日（1773年12月1日）） - 順子、徳川宗勝の九女で邦姫の妹にあたる。明和6年（1769年）3月に入輿。善次郎（斉賢）を出産後江戸にて死去し、伝通院に葬られた。
  - 次男：浅野斉賢（1773-1831）
- 生母不明の子女
  - 三男：森快温（1769-1801） - 森俊韶の養子
  - 四男：浅野長懋（ながとし） - 浅野長訓の父、浅野長勲・浅野長之の祖父
  - 七男：浅野忠順（1790-1824） - 浅野忠愛の養子
  - 女子：光樹院 - 南部利敬正室
  - 女子：伊東祐民室
  - 女子：浅野長容室
  - 女子：秋元知朝正室
  - 女子：勝子 - 水野忠光正室
  - 女子：小笠原長瑶正室